# Lebenszeichen
Lebenszeichen is een West-Duitse dramafilm uit 1968 onder regie van Werner Herzog. Het scenario is losjes gebaseerd op de novelle Der tolle Invalide auf dem Fort Ratonneau (1818) van de Duitse auteur Achim von Arnim.

## Verhaal
In 1942 wordt de Duitse soldaat Stroszek van Kreta naar Kos gezonden om te genezen van zijn oorlogswonden. Hij reist erheen met de dappere strijder Meinhard, de classicus Becker en zijn Griekse vrouw Nora. Op Kos moet Stroszek het munitiedepot bewaken. Hij is er eerst rusteloos en vervolgens buiten zinnen. Zijn reisgenoten weten niet wat hem bezielt.

## Rolverdeling
| Acteur                        | Personage |
| ----------------------------- | --------- |
| Peter Brogle                  | Stroszek  |
| Wolfgang Reichmann            | Meinhard  |
| Athina Zacharopoulou          | Nora      |
| Wolfgang von Ungern-Sternberg | Becker    |
| Wolfgang Stumpf               | Kapitein  |
| Henry van Lyck                | Luitenant |
| Julio Pinheiro                | Zigeuner  |
| Florian Fricke                | Pianist   |
| Heinz Usener                  | Arts      |
| Achmed Hafiz                  | Griek     |